# فلورنسا كوينتن
فلورنسا كوينتن (بالفرنسية: Florence Quentin)‏ هي منتجة أفلام وكاتبة سيناريو فرنسية، ولدت في 5 سبتمبر 1946 في باريس في فرنسا.

## وصلات خارجية
- فلورنسا كوينتن على موقع IMDb (الإنجليزية)
- فلورنسا كوينتن على موقع ألو سيني (الفرنسية)
- فلورنسا كوينتن على موقع ميوزك برينز (الإنجليزية)
- فلورنسا كوينتن على موقع قاعدة بيانات الأفلام السويدية (السويدية)
- فلورنسا كوينتن على موقع قاعدة بيانات الفيلم (الإنجليزية)
- فلورنسا كوينتن على موقع كينوبويسك (الروسية)